# American Alpine Journal
Das American Alpine Journal ist eine jährlich erscheinende Zeitschrift, publiziert vom American Alpine Club. Ziel ist die Dokumentation besonderer alpinistischer Leistungen in  den Hochgebirgen der Welt; Untertitel: “The World’s Most Significant Climbs”.

## Geschichte
Das Journal wurde 1929 gegründet. Zwischen 1957 und 1958 war Francis P. Farquhar der Chefredakteur. Ab 1960 leitete H. Adams Carter die Zusammenstellung der jährlichen Ausgabe, unter seiner Leitung wurde das AAJ zu einer der weltweit führenden Zeitschriften im Bereich Bergsteigen. Nach dem Tod Carters übernahm Christian Beckwith von 1996 bis 2001; und seit 2002 leitet John Harlin III. die Redaktion.

## Inhaltliche Schwerpunkte
Inhaltlich konzentriert man sich vor allem auf das Expeditionsbergsteigen in den hohen Gebirgen der Welt, besondere Schwerpunkte sind Asien (Himalaya, Karakorum), Nordamerika (Alaska Range) und Südamerika (Anden). Seit 2007 sind alle älteren Artikel ab 1966 online verfügbar.